# لياندرو سباداسيو
لياندرو سباداسيو ليتي (17 فبراير 2000 في البرازيل - ) هو لاعب كرة قدم برازيلي يلعب كلاعب وسط يلعب حالياً في نادي كلباء.

## مسيرة اللاعب
لعب سابقاً في نادي فلومينينسي في الفئات السنية و احترف في الإمارات في نادي شباب الأهلي ونادي عجمان ونادي كلباء.

## روابط خارجية
لياندرو سباداسيو على موقع قاعدة بيانات كرة القدم.إي يو (الإنجليزية)